# Baryscapus globosiclava
Baryscapus globosiclava är en stekelart som beskrevs av Graham 1991. Baryscapus globosiclava ingår i släktet Baryscapus och familjen finglanssteklar.
Artens utbredningsområde är Spanien. Inga underarter finns listade.